# CO-REACH

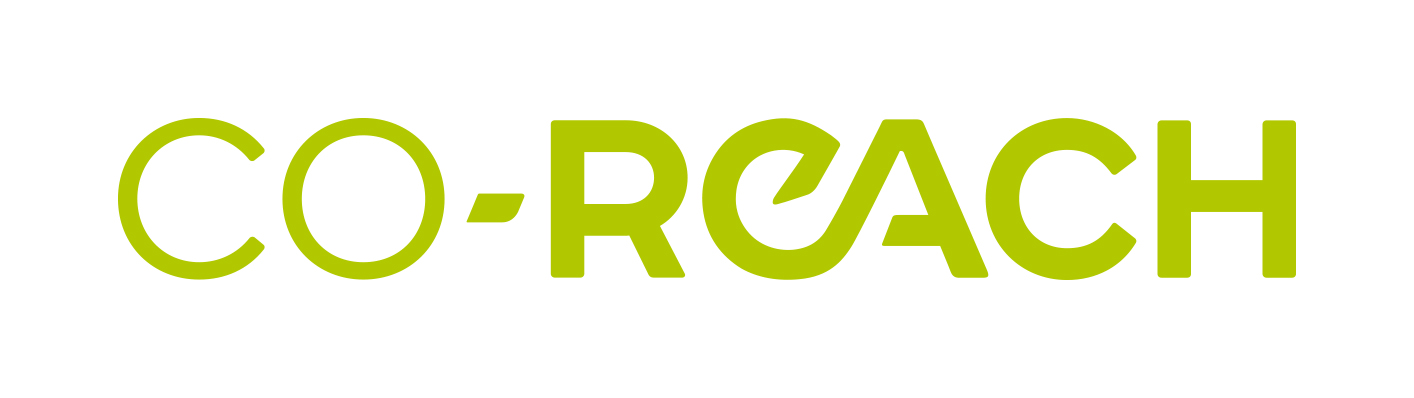

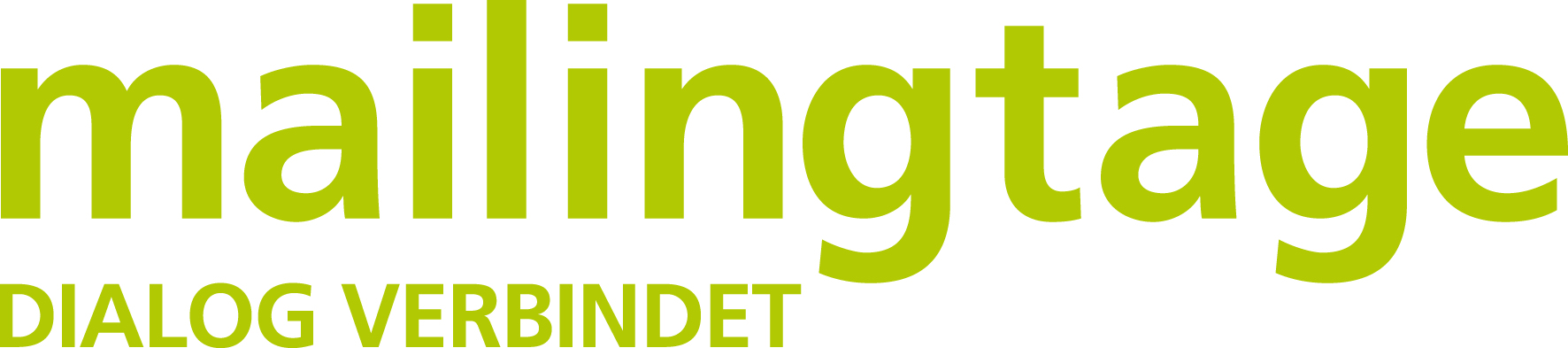
Ehemaliges Logo

Die CO-REACH war eine Messe für Dialogmarketing, die von 2000 bis 2017 jährlich im Juni im Messezentrum Nürnberg stattfand. Bis 2013 hieß die Veranstaltung mailingtage. Sie galt als größte Messe für Dialogmarketing in den Bereichen Print, Online und Crossmedia in Europa.

## Themen der Aussteller
Unternehmen präsentierten Produkte und Dienstleistungen rund um Cross Media Marketing. Die einzelnen Bereiche waren:
- Agenturen
- Adressen und Zielgruppen
- Database Management/CRM
- Print/Lettershop
- Mailing-Elemente
- Zustellung
- Online-Marketing
- Contact Center
- Informations- und Wissensvermittlung
- Zusätzliche Angebote[4]

Die zweitägige Messe wurde durch ein Fachprogramm mit zahlreichen Vorträgen und Workshops ergänzt. 2017 wurden insgesamt mehr als 100 Vorträge gehalten.
Seit 2013 fand im Rahmen der CO-REACH die Unkonferenz Open Summit statt. Anders als bei üblichen Konferenzen gab es kein festes Vortragsprogramm. Stattdessen konnten alle Teilnehmer Vorschläge einreichen, aus denen die Anwesenden vor Ort die spannendsten Themen auswählten und gemeinsam diskutierten.

## Aussteller- und Fachbesucherzahlen
2017 zeigten auf der CO-REACH 237 Aussteller ihre Produkte und Dienstleistungen, davon 15 aus dem Ausland. Die Messe verzeichnete 4.676 Besucher, von denen 308 aus dem Ausland anreisten.
Im Oktober 2017 entschied die NürnbergMesse, die CO-REACH nicht weiter durchzuführen.